# Brădetu (okręg Ardżesz)
Brădetu – wieś w Rumunii, w okręgu Ardżesz, w gminie Brăduleț. W 2011 roku liczyła 392 mieszkańców.